# پیر بریان
پیِر بریان (به فرانسوی: Pierre Briant) ایران‌شناس و هخامنشی‌شناس اهل فرانسه است که در ۳۰ سپتامبر ۱۹۴۰ در شهر آنژه زاده شد و در دانشگاه پوآتیه (۱۹۶۰–۱۹۶۵) به تحصیل رشتهٔ تاریخ پرداخت. وی پژوهشگر و استاد تاریخ و تمدن جهان هخامنشی و تاریخ دورهٔ اسکندر مقدونی در کلژ دو فرانس است. او بنیان‌گذار وبگاه پژوهشی achemenet.com و همچنین دارای مدرک افتخاری از دانشگاه شیکاگو است. پژوهش‌های بریان عمدتاً بر روی هخامنشیان، اسکندر و عصر هلنیستی متمرکز است.
مهمترین کتاب او، «تاریخ امپراتوری هخامنشیان؛ از کوروش تا اسکندر» که در واقع جلد دهم از مجموعه‌ای به نام «تاریخ هخامنشیان» دانشگاه خرونینگن هلند است. این کتاب در ایران به دست سه نفر به فارسی ترجمه شده‌است. نخست مهدی سمسار، سپس ناهید فروغان و پس از آن دو، مرتضی ثاقب فر که در قالب مجموعه تاریخ هخامنشیان دانشگاه خرونینگن انتشارات توس آن را ترجمه کرد.

## آثار
- Antigone le Borgne (Les Débuts de sa Carrière et les Problèmes de l'Assemblée Macédonienne) (1973) - doctoral thesis.
- Alexandre le Grand (1974, 2005)
- Rois, Tributs et Paysans, Études sur les Formations Tributaires du Moyen-Orient Ancien (1982)
- État et Pasteurs au Moyen-Orient Ancien' in Production Pastorale et Société (1982)
- L'Asie Centrale et les Royaumes Proche-orientaux du Premier Millénaire (c. VIIIe-IVe s. av. n. è.) (1984)
- "Pouvoir central et polycentrisme culturel dans l'Empire achéménide (Quelques réflexions et suggestions)", in Achaemenid History I: Sources,structures and synthesis (ed. Heleen Sancisi Weerdenburg), (1987)
- "Institutions perses et histoire comparatiste dans l'historiographie grecque", in Achaemenid History II: The Greek sources (eds. H. Sancisi-Weerdenbur & آملی کورت) (1987)
- "Ethno-classe dominante et populations soumises dans l'Empire achéménide: le cas de l'Égypte", in Achaemenid History III: Method and Theory (eds. A. Kuhrt & H. Sancisi-Weerdenburg) (1988)
- Dans les Pas des Dix-Mille (ed) (1995)
- Histoire de l'Empire Perse. De Cyrus à Alexandre (1996) - in English, From Cyrus to Alexander: A History of the Persian Empire (2002).
- Darius dans l'Ombre d'Alexandre (2003)